# José Ángel Urien
José Ángel Urien Gómez (14 de marzo de 1961, Abadiano (Vizcaya, España) es un exciclista español, profesional entre los años 1984 y 1985, durante los que no consiguió ninguna victoria. Su hermano Jon Koldo Urien también fue ciclista profesional.
Su paso por profesionales fue fugaz, retirándose tras dos años de competición, debido a una enfermedad.
Falleció en 1987, con tan solo 26 años, como consecuencia de una leucemia. 

## Palmarés
No consiguió ninguna victoria como profesional.

## Equipos
- Orbea (1984)
- Hueso (1985)